# Ана Милићевић Луњевица
Ана Милићевић Луњевица (1884 – 1975), била је најмлађа сестра краљице Драге Обреновић.

## Биографија
Ана Милићевић Луњевица била је ћерка Панте Луњевице и унука Николе Милићевића Луњевице. Оставши прерано без оба родитеља, детињство и рану младост провела је уз сестру Драгу, као и уз краља Александра Обреновића касније.
У Мајском преврату 1903. године нису убијена само њега сестра и њен муж, краљ Александар, већ су животе изгубили и два њена брата – Никола и Никодије. Срећом, тада су поштеђени животи Ане и још неколико чланова њене породице. Међутим, били су прогнани у иностранство.
Живела је једно време у Француској, није се удавала. Умрла је у старачком дому у Швајцарској 1975. године.

## Књига „Моја сестра краљица Драга”
Нешто пред своју смрт, Ана Милићевић Луњевица је преко југословенског конзула у Женеви предала Историјском музеју Србије следеће документе:
- Писма које су Николи Луњевици била упућена од стране кнеза Милоша Обреновића, Љубице Обреновић и Јована Обреновића, у периоду од 1820. до 1840. године.[1]
- Писмо-захвалницу (јавну благодарност) Панти Луњевици, начелнику округа шабачког, за помоћ, доброчинство и наклоност породицама настрадалих у Српско-турском рату. Писмо је потписао велики број шабачких грађана 1877. године.[1]
- Две вредне уметничке слике.[1]
- Три њене велике свеске са белешкама о догађајима од 1804. до 1903. године. Управо су ови записи послужили за успостављање књиге Ане Милићевић Луњевице под насловом „Моја сестра краљица Драга” 1995. године, а све то заслугом неколико удружених издавача – Рада, Ошишаног јежа и Гоша штампарије из Београда. Ова публикација, илустрована фотографијама, највише се осврће на догађаје 1903. године. Самим чином издавања књиге јавност је добила прилику да се јасније упозна са убиствима у ноћи између 28. и 29. маја 1903. године.[1]